# 우즈양 (정치인)
우즈양(중국어 정체자: 吳志揚, 병음: Wi Zhìyáng, 1969년 2월 8일 ~ )은 중화민국의 정치인으로, 2016년 비례대표의 입법위원으로 당선된다.

## 학력
- 국립 대만 대학 법학계 사법부 학사
- 국립 대만 대학 법학석사
- 하버드 대학교 법학석사

## 같이 보기
- 중국국민당